# Азијска песма Евровизије
Азијска песма Евровизије је био пројекат по узору на Песму Евровизије у ком би се такмичиле државе Азије-Пацифика. Прво такмичење је у 2019. било у рукама аустралијског емитера Ес-Би-Ес који су га развијали са њиховим продукцијским партнером Блинк ТВ, у сарадњи са Европском радиодифузном унијом. 2021. је ипак потврђено да је такмичење отказано.

## Продукција
У марту 2016, Европска радиодифузна унија је договорила стварање Азијске верзије Евровизије са Ес-Би-Ес-ом. SBS picked up development of the contest with its production partner Blink TV. Прво такмичење је требало да се одржи у Аустралији 2017. године. Формално име такмичења је било Азијска песма Евровизије (или краће Азијска Евровизија) у августу 2017. Дебитантско такмичење је померено више пута, углавном због политичке климе континента.

## Прво такмичење
До маја 2017. године, Аустралија, Хонг Конг и Сингапур су показали заинтересованост за улогу домаћина првог издања Азијске Евровизије. Сингапур је обећао да ће уложити 4 милиона америчких долара у првом издању, док су град Сиднеј и савезна држава Нови Јужни Велс рекли да би уложили велику суму у домаћинство. Градска скупштина Гоулд Коуста је у новембру 2018. тврдила да ће се прво такмичење одржати у Конвенционом и егзибиционом центру Гоулд Коуста од 30. новембра до 7. децембра 2019. Ипак, у августу те године, такмичење је још увек било у фази развијања.

## Учешће
Планови Ес-Би-Ес-а из маја 2016. су били да би свака држава у Азији смела да се такмичи, што би значило да би било највише 68 учесница. Чланство у Азијској радиодифузној унији не би био услов за учешће. До марта 2019, 10 држава је потврдило намеру да учествује: Аустралија, Вануату, Јапан, Казахстан, Кина, Јужна Кореја, Нови Зеланд, Малдиви, Папуа Нова Гвинеја и Соломонска Острва. Аустралија је потврдила своје учешће, док су Кина, Јапан и Јужна Кореја биле именоване као потенцијални учесници од стране референтне групе такмичења.